# 神経膠腫
神経膠腫（しんけいこうしゅ、グリオーマ、glioma）とは、脳実質から発生する脳腫瘍および髄内から発生する脊髄腫瘍のうち、グリア細胞（膠細胞）由来のものを指す。

## 概要
グリア細胞由来の腫瘍であり、神経上皮性腫瘍の大部分を占める。ほとんどが悪性腫瘍である。現在、星状膠細胞、乏突起膠細胞、上衣細胞に由来する腫瘍が知られている。グリア細胞としては他にミクログリアが存在するが、それを由来とする腫瘍は知られていない。
gliomaという名称は、19世紀にドイツの病理学者のルドルフ・ルートヴィヒ・カール・フィルヒョウが初めて使用し、それ以来研究が続けられている。

## 統計
神経膠腫は脳腫瘍のうち約20%を占め、髄膜腫についで発生頻度が高い。小児では約40%で最も多いが、これは小児に好発する腫瘍が存在するためである。
また、脊髄腫瘍の約20%を占め、神経鞘腫についで発生頻度が高い。髄内腫瘍では約80%が神経膠腫である。

## 分類
神経膠腫の分類は、1926年にベイリーとクッシングが発表したものが基礎となっている。その後、カーノハンが1949年に悪性度をgrade I～IVの4段階に分ける分類法を発表し、現在ではWHO gradeとして広く用いられている。
- 星細胞系腫瘍
  - 毛様細胞性星細胞腫
  - びまん性星細胞腫
  - 退形成性星細胞腫
  - 膠芽腫

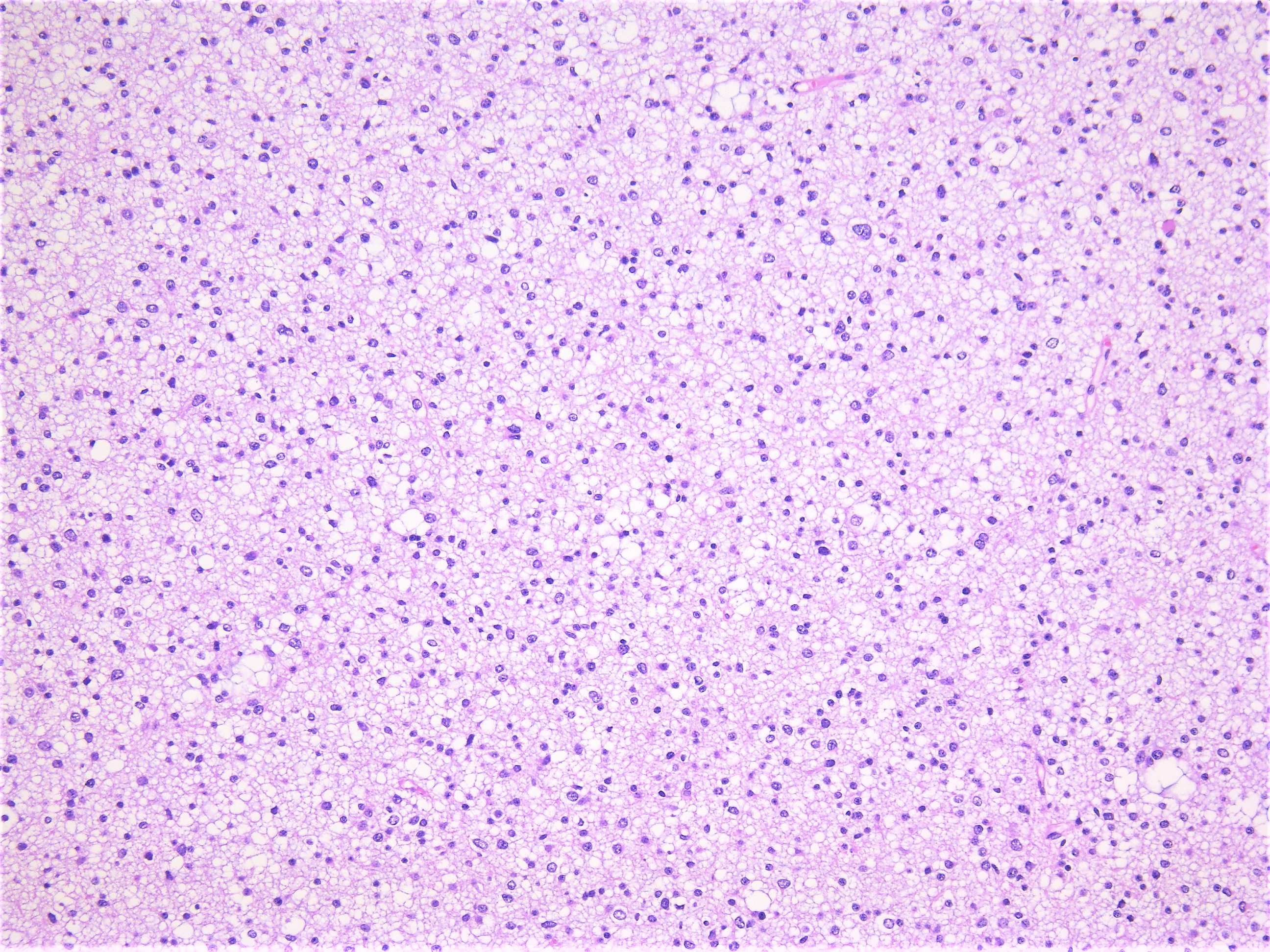
びまん性星細胞腫, Diffuse astrocytoma, IDH-mutant, WHO grade II.

びまん性星細胞腫, Diffuse astrocytoma, IDH-mutant, WHO grade II.星細胞系腫瘍は悪性度によって上記の4種に分けられる。毛様細胞性星細胞腫はgrade I，びまん性星状細胞腫はgrade II、退形成性星細胞腫はgrade III、膠芽腫はgrade IVの悪性度とされる。
- 乏突起膠細胞系腫瘍
  - 乏突起膠腫
- 上衣系腫瘍
  - 上衣腫
- 脈絡叢腫瘍
  - 脈絡叢乳頭腫

## 予後
神経膠腫は脳実質や脳幹に浸潤する特徴があるため、境界がわかりにくく、腫瘍の全摘出は非常に困難である。したがって、術後に放射線療法や化学療法を追加することが多いが、5年生存率は38.6%と原発性脳腫瘍全体の5年生存率（75.7%）の約半分となっている。

## 治療薬
- 2021年5月24日、第一三共が製造販売に向け国に申請していた「デリタクト」が、薬事・食品衛生審議会再生医療等製品・生物由来技術部会において7年間の条件・期限付きながらも承認された[1]。